# Borough Market
Pour les articles homonymes, voir Borough.

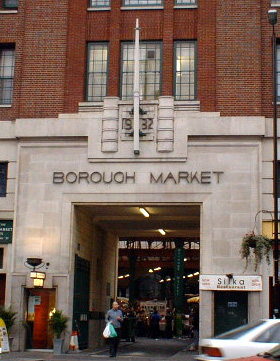
Entrée principale du Borough Market.

Borough Market est un marché de gros et de détail agro-alimentaire de Southwark, district situé dans le sud-est de Londres, Angleterre. C'est un des plus grands marchés alimentaires dans le monde, et un des plus anciens. Il est considéré par beaucoup comme le marché de plus grande qualité au Royaume-Uni, proposant une grande variété d'aliments provenant du monde entier.
Le marché de gros a lieu entre 2 h et 8 h tous les matins de la semaine, mais le marché au détail a lieu uniquement les jeudis (11 h à 17 h), vendredis (12 h à 18 h) et samedis (9 h à 16 h).Le marché, qui se concentre historiquement sur les fruits et légumes, a étendu ces dernières années son activité aux stands de détail.

## Attentats terroristes de juin 2017
Le 3 juin 2017, un attentat terroriste touche le marché.